# Спортивне скелелазіння на літніх Олімпійських іграх 2020 — кваліфікація
У змаганнях зі скелелазіння на літніх Олімпійських іграх 2020 зможуть взяти участь 40 спортсменів (20 чоловіків і 20 жінок), які розіграють 2 комплекти нагород. Кожна країна може бути представлена не більше ніж 4-ма спортсменами (2 чоловіки та 2 жінки).

## Правила кваліфікації
Основним етапом відбору стане чемпіонат світу 2019 року і світовий кваліфікаційний турнір, де буде розіграно 26 путівок на Ігри в Токіо. Ще 10 квот будуть розподілені за результатами континентальних змагань, 2 квоти дістануться господарям змагань - збірній Японії,  решту квот розподілить тристороння комісія.

## Розклад
| Турнір                                               | Дата                         | Місце            |
| ---------------------------------------------------- | ---------------------------- | ---------------- |
| Чемпіонат світу                                      | 11–22 серпня 2019            | Хатіодзі (Токіо) |
| Світовий олімпійський кваліфікаційний турнір         | 28 листопада – 1 грудня 2019 | Тулуза           |
| Панамериканський олімпійський кваліфікаційний турнір | 24 лютого – 1 березня 2020   | Лос-Анджелес     |
| Чемпіонат Європи                                     | 19–29 листопада 2020         | Москва           |
| Чемпіонат Азії                                       | Cancelled                    | Моріока Сямень   |
| Чемпіонат Африки                                     | 17–20 грудня 2020            | Cape Town        |
| Чемпіонат Океанії                                    | 19–20 грудня 2020            | Сідней           |

Чемпіонати Європи, Африки, Океанії та Азії перенесено через Пандемію коронавірусної хвороби 2019. Згодом Чемпіонат Азії скасовано через обмеження на подорожі, спричинені пандемією.

## Країни, що кваліфікувались
| НОК                   | Чоловіки | Жінки | Загалом |
| --------------------- | -------- | ----- | ------- |
| Австралія (AUS)       | 1        | 1     | 2       |
| Австрія (AUT)         | 1        | 1     | 2       |
| Канада (CAN)          | 1        | 1     | 2       |
| Китай (CHN)           | 1        | 1     | 2       |
| Чехія (CZE)           | 1        |       | 1       |
| Франція (FRA)         | 2        | 2     | 4       |
| Німеччина (GER)       | 2        |       | 2       |
| Велика Британія (GBR) |          | 1     | 1       |
| Італія (ITA)          | 2        | 1     | 3       |
| Японія (JPN)          | 2        | 2     | 4       |
| Казахстан (KAZ)       | 1        |       | 1       |
| Польща (POL)          |          | 1     | 1       |
| Росія (RUS)†          | 1        | 2     | 3       |
| Словенія (SLO)        |          | 2     | 2       |
| ПАР (RSA)             | 1        | 1     | 2       |
| Південна Корея (KOR)  | 1        | 1     | 2       |
| Іспанія (ESP)         | 1        |       | 1       |
| Швейцарія (SUI)       |          | 1     | 1       |
| США (USA)             | 2        | 2     | 4       |
| Загалом: 19 НОК       | 20       | 20    | 40      |

† "Російським спортсменам, не залученим в допінговий скандал, дозволено брати участь в Олімпіаді та інших світових змаганнях, але тільки під нейтральним прапором."

## Спортсмени, що кваліфікувались
| Критерій                            | Квоти | Чоловіки | Жінки |
| ----------------------------------- | ----- | --- | --- |
| Країна-господарка                   | 1     | Каї Харада (JPN) | Міхо Монака (JPN) |
| Чемпіонат світу                     | 7     | Томоа Нарасакі (JPN) Якоб Шуберт (AUT) Рішат Хайбуллін (KAZ) Мікаель Мавем (FRA) Alex Megos (GER) Людовіко Фоссалі (ITA) Шон Маккол (CAN) | Яня Гарнбрет (SLO) Акійо Ноґучі (JPN) Шона Коксі (GBR) Александра Мірослав (POL) Петра Клінґлер (SUI) Брук Рабуту (USA) Джессіка Пільц (AUT) |
| Олімпійський кваліфікаційний турнір | 6     | Адам Ондра (CZE) Басса Мавем (FRA) Ян Гоєр (GER) Пань Юфей (CHN) Альберто Хінес Лопес (ESP) Натаніел Коулман (USA)                        | Жулія Шанурді (FRA) Міа Крампл (SLO) Юлія Капліна (RUS) Кайра Конді (USA) Лаура Рогора (ITA) Сун Їлін (CHN)                                  |
| Чемпіонат Панамерики                | 1     | Колін Даффі (USA) | Аланна Їп (CAN) |
| Чемпіонат Африки                    | 1     | Хрістофер Коссер (RSA) | Ерін Стеркенбурґ (RSA) |
| Чемпіонат Європи                    | 1     | Олексій Рубцов (RUS) | Вікторія Мєшкова (RUS) |
| Чемпіонат Океанії                   | 1     | Том О'Галлоран (AUS) | Ошіана Маккензі (AUS) |
| Чемпіонат Азії                      | 0‡    | — | — |
| Запрошення тристоронньої комісії    | 0‡    | — | — |
| Перерозподіл                        | 2     | Chon Jong-won (KOR) Мікаель Піккольруац (ITA)                                                                                             | Seo Chae-hyun (KOR) Анук Жобер (FRA) |
| Загалом                             | 20    | | |

‡ Ці квоти перерозподілено через те, що Чемпіонат Азії скасовано, а запрошення тристоронньої комісії вчасно не зроблено.